# 오드레 마르네
오드레 마르네(프랑스어: Audrey Marnay, 1980년 10월 14일 ~ )는 프랑스의 모델, 배우이다.